# (2803) Vilho
(2803) Vilho es un asteroide perteneciente al cinturón de asteroides descubierto el 29 de noviembre de 1940 por Liisi Oterma desde el observatorio de Iso-Heikkilä en Turku, Finlandia.
Está nombrado en honor de  Vilho Väisälä (1889-1969), meteorólogo y geofísico finés.